# 시티그룹 센터 (뉴욕)

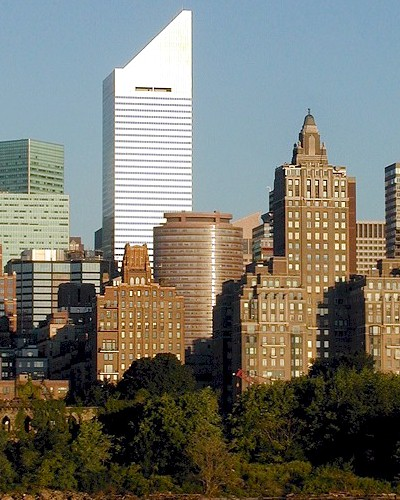
시티그룹 센터

시티그룹 센터(Citigroup Center)는 뉴욕 맨해튼 53번가의 렉싱턴 애비뉴와 3번가 사이에 위치한 마천루이다. 59층짜리 279m높이로, 120,000 m²의 집무 공간을 가지고있다.

## 같이 보기
- 뉴욕의 마천루 목록
- 미국의 마천루 목록